# Premio Nacional de Literatura Dramática (España)
El Premio Nacional de Literatura en la modalidad de Literatura Dramática es un premio literario español que se concede, dentro de los Premios Nacionales de Literatura y que otorga el Ministerio de Cultura desde 1992.
Premia la mejor obra de un autor español, de entre todas las obras de este género, publicadas en España el año anterior en cualquiera de sus lenguas oficiales, en su primera edición. Está dotado con 20.000 euros.

## Premiados
- 1992: Francisco Nieva, por El manuscrito encontrado en Zaragoza.
- 1993: Alfonso Sastre, por Jenofa Juncal.
- 1994: José María Rodríguez Méndez, por El pájaro solitario.
- 1995: Josep Maria Benet i Jornet, por E. R.
- 1996: Sergi Belbel, por Morir.
- 1997: Manuel Lourenzo, por Veladas indecentes.
- 1998: Jerónimo López Mozo, por Ahlán.[2]
- 1999: Agustín García Calvo, por Baraja del rey don Pedro.
- 2000: Domingo Miras, por Una familia normal; Gente que prospera.
- 2001: Jesús Campos García, por Naufragar en Internet.
- 2002: Ignacio Amestoy, por Cierra bien la puerta.
- 2003: Fernando Arrabal, por Carta de amor (como un suplicio chino).
- 2004: José Sanchis Sinisterra, por Terror y miseria en el primer franquismo.
- 2005: Alberto Miralles, por Metempsicosis.
- 2006: Santiago Martín Bermúdez, por Las gradas de San Felipe y empeño de la lealtad.
- 2007: Rubén Ruibal, por Limpeza de sangue (Limpieza de sangre).
- 2008: Miguel Romero Esteo, por Pontifical.
- 2009: Paco Bezerra, por Dentro de la tierra.[3]
- 2010: Lluïsa Cunillé, por Aquel aire infinito.[4]
- 2011: José Ramón Fernández, por La colmena científica o el café de Negrín.
- 2012: Angélica Liddell, por La casa de la fuerza.[5]
- 2013: Juan Mayorga, por La lengua en pedazos.
- 2014: Manuel Calzada Pérez, por El Diccionario.[6]
- 2015: Laila Ripoll y Mariano Llorente, por El triángulo azul.
- 2016: Lola Blasco, por Siglo mío, bestia mía.[7]
- 2017: Alfredo Sanzol, por La respiración.[8]
- 2018: Yolanda García Serrano, por ¡Corre![9]
- 2019: Alberto Conejero, por La geometría del trigo.[10]
- 2020: Guillem Clua, por Justicia.[11]
- 2021: Pablo Remón, por Doña Rosita, anotada', incluida en el libro 'Fantasmas.[12]
- 2022: Josep Maria Miró, por El cos més bonic que s'haurà trobat mai en aquest lloc.[13]
- 2023: Paula Carballeira, por As alumnas[14]
- 2024: María Velasco, por Primera sangre[15][16][17][18]